# 知幸 (モデル)
知幸(ともゆき、1979年11月7日 - )は、日本のモデル、俳優、パフォーマー。本名は斎藤 知幸。山形県出身。東海大学空手部出身。身長181cm 体重67kg。

## 経歴
15年の空手歴があり、高校時代に3年連続でインターハイに出場。東海大学体育会空手道部で主将を務め、2000年に富山国体に出場し、全関東体重別選手権大会60kg級で優勝の経験がある。
2003年から5年間マッスルミュージカルに出演し続け、2007年にはリーダーを務めた。
2011年、「Performance Team PADMA」を旗揚げし、舞台の脚本・構成・演出を手掛けている。

## 人物
50mのベストタイムは6.1秒。
母親は中学校教員で、父親は高校教員。ただ『VIKING』に出場した際に「47+59」の計算問題を「108」と解答してリタイアした経験がある。
好きな食べ物は生牡蠣。血液型はO型。

## スポーツマンNo.1決定戦
第15回芸能人サバイバルバトル（2005年9月28日放送）
ULTIMATE GUYS 4位、MONSTER BOXでは初挑戦で21段を記録し種目別2位タイ。SPIN OFFでは1回戦で山﨑賢太、2回戦で井坂俊哉に勝利し準決勝進出。準決勝でなかやまきんに君に敗れるも、随所で好成績を収め、片山敬太郎と並んで暫定総合3位タイで最終種目に進出。30回記念の最終種目FINAL RUNで5位でフィニッシュし、総合5位の成績を残した。
第16回芸能人サバイバルバトル（2006年3月29日放送）
REVOLUTIONでは、同じ東海大学出身のモデル・中澤裕二に敗れ、決勝進出を逃す。SPIN OFFでは1回戦で石丸謙二郎、2回戦でワッキー、準決勝では前回後塵を拝したきんに君を撃破して決勝に進出するも、決勝でパッション屋良に敗れ、種目別No.1とはならなかった。MONSTER BOXでは、記録21段で池谷直樹と分け合って種目別No.1。QUICK MUSLEは121回で6位、TAIL IMPOSSIBLEは第3レース進出で5位。安定した成績を残し続け、暫定総合1位で最終種目に進出。初挑戦のSHOT-GUN-TOUCHでは、1回目で11m70cmを申告するも失敗し、総合No.1の覇権争いから脱落。2回目も11m70cmを失敗。3回目で11m70cmを成功するも、3回全て成功を収めたきんに君に逆転され総合2位となった。
第17回芸能人サバイバルバトル（2006年10月4日放送）
SPIN OFFは2回戦できんに君に敗れるも、MONSTER BOXでは自己記録を更新する22段をマークし、世界記録23段に挑戦。2回目で成功したように見えたが、審議の結果失敗の判定が下され、史上5人目の23段成功ならず。QUICK MUSCLEは自己記録タイの121回。TAIL IMPOSSIBLE 8位(第2レース敗退)。SHOT-GUN-TOUCHでは3回の試技全てを成功させ11m80cmを記録。2種目で自己記録を更新し、総合3位入賞を果たす。
第18回芸能人サバイバルバトル（2007年10月5日放送）
初挑戦のBEACH FLAGSで決勝進出、SPIN OFFでは、1回戦でダンテ、2回戦で佐藤弘道に勝利し準決勝進出。準決勝では前々回敗れたパッションにリベンジを果たせず敗退。MONSTER BOXでは18段で佐藤とチェ・ヒョノが脱落し、知幸1人が残された状況で20段を選択し1発で成功。この瞬間に種目別No.1が決定し、23段に挑戦するも失敗に終わった。MUSCLE GYMでは同組のワッキーを腕立て伏せで逆転し、241回の芸能人新記録で2種目連続No.1の大活躍を見せ、暫定総合2位のワッキーと120Pの大差をつけた。しかし、SHOT-GUN-TOUCHの1回目で11m60cmをまさかの失敗。2回目で11m60cmを成功し、最終試技まで暫定総合1位を守るも、3回全て成功させてきたワッキーが知幸を逆転し暫定総合1位につけ、知幸は自己記録の11m80cmを成功すれば、自身初の総合No.1を手にする状況下で、距離は完全に届いていたが、ボールを見ていなかったことと、肝心のボールが横に落ちてしまい、自身初の総合No.1は幻に終わり、総合2位に終わった。
総合No.1こそ無いものの、経験した各種目で好成績を収め、特にSPIN OFFに関しては、種目別No.1経験のある山﨑賢太、きんに君、ワッキーに勝利した経験がある。MONSTER BOXも4回中2回種目別No.1を獲得し、4回全てで20段以上の記録を残し、うち1回は22段に成功し、2回は世界記録である23段に挑戦している。
芸能人サバイバルバトル
| 大会       | 放送日        | 総合順位 |
| ---------- | ------------- | -------- |
| 第15回大会 | 2005年9月28日 | 5位      |
| 第16回大会 | 2006年3月29日 | 2位      |
| 第17回大会 | 2006年10月4日 | 3位      |
| 第18回大会 | 2007年10月5日 | 2位      |

## 出演

### テレビ
- SASUKE（TBS） - 第16回大会で2nd STAGE進出。

- スポーツマンNo.1決定戦（2005～2007年、TBS）
- 海筋肉王 〜バイキング〜（フジテレビ）
- 紅白歌合戦（2005年12月31日、NHK）

### 舞台
- マッスルミュージカル